# Madingou (ville)
 (février 2025).
Pour les articles homonymes, voir Madingou.
Madingou est une ville et une commune de la République du Congo, chef-lieu du département de la Bouenza,. Elle comptait 43 787 habitants en 2023, date du dernier recensement officiel du pays,.